# Elise Wiedermann

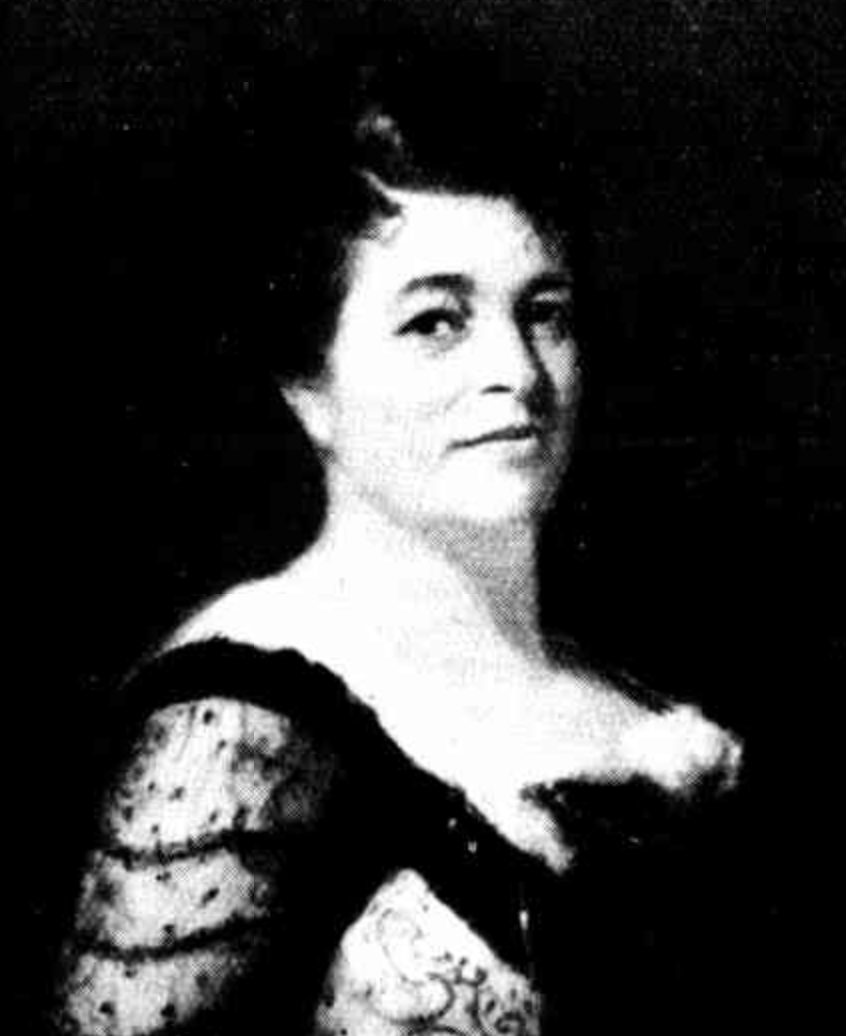
Elise Wiedermann

Elise Wiedermann (* 31. August 1851 in Wien, Kaisertum Österreich; † 24. Juli 1922 in Melbourne, Australien) war eine österreichisch-australische Sängerin (Sopran) und Kunstförderin.

## Leben und Werk
Wiedermann wurde in Wien als Tochter des Kaufmanns Carl Wiedermann und seiner Frau Elise Aschinger geboren. Sie war 1873 Preisträgerin des Konservatoriums Wien. Sie studierte bei Mathilde Marchesi und sang auf den Opernbühnen von Wien, Zürich, Braunschweig, Hannover, Hamburg, London und Leipzig, wobei ihre Hauptrolle in Carmen war. Sie verlobte sich 1880 und heiratete 1883 bei ihrer Ankunft in Australien den österreichisch-ungarischen Honorarkonsul Carl Pinschof. Auf Drängen der österreichisch-ungarischen Regierung musste sie auf das Singen in der Öffentlichkeit oder gegen Entgelt verzichten, doch 1895 war Professor George Marshall-Hall beeindruckt von ihrem Gesang und überredete sie, an seinem neuen Musikkonservatorium der Universität zu unterrichten. Marshall-Hall schenkte ihr dafür Gemälde von Blamire Young und Arthur Streeton.

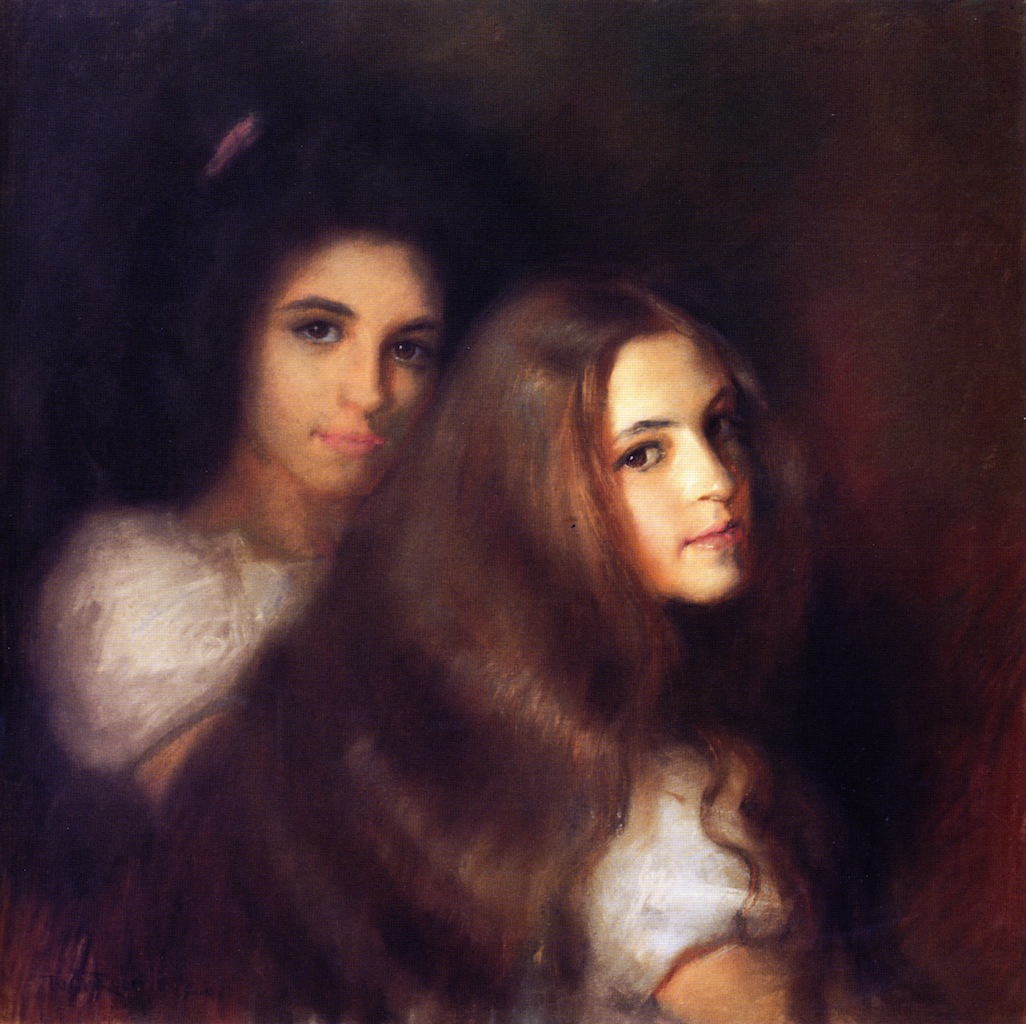
Töchter Elizabeth und Carmen, c.1900, Pastellzeichnung von Tom Roberts

Sie wurde mit ihrem Ehemann zu führenden Förderern von Musik und Kunst in Melbourne. Beide waren Unterstützer der Stiftung des Marshall-Hall Orchestra und sie war eines der Gründungsmitglieder des Lady Northcote Permanent Orchestra Trust Fund. Das Haus, in dem sie mit ihrem Mann von 1900 bis 1916 wohnte, bot Raum für geschäftliche, soziale und musikalische Funktionen sowie für die vielen erworbenen Gemälde und Skulpturen. Sie und ihr Ehemann finanzierten 1901 das große Gemälde Opening of the First Parliament von dem australischen Maler Tom Roberts. Das Gemälde hängt in Australiens Oberstem Gerichtshof in Canberra.
Wiedermann starb 1922 im Melbourner Stadtteil Prahran und wurde auf dem Friedhof von Boroondara City beigesetzt. Sie hatte viele Sängerinnen ausgebildet, darunter Florence Austral, Elsa Stralia, Evelyn Scotney und ihre eigenen drei Töchter. Ebenso erkannte Wiedermann das Talent von Nellie Melba und verschaffte dieser mit einem Brief den Kontakt zu Mathilde Marchesi.  1962 stiftete Mona McCaughey mit ihrem Namen ein Stipendium an der Universität Melbourne.